# Binetsu
Singles de Aya Ueto
Kanshou/MERMAID
(2003) Ai no Tame ni.
(2004)
Binetsu est le 6e single de Aya Ueto sorti sous le label Pony Canyon le 27 novembre 2003 au Japon. Il atteint la 14e place du classement de l'Oricon. Il se vend à 15 193 exemplaires la première semaine, et reste classé pendant 7 semaines, pour un total de 24 086 exemplaires vendus.
Binetsu et Silence se trouvent sur l'album MESSAGE; Binetsu se trouve également sur l'album remix UETOAYAMIX et sur la compilation Best of Aya Ueto: Single Collection.

## Liste des titres
| 1. | Binetsu                | Hiromasa Ijichi | Watabe Miki, Mizushima Yasutaka | 4:03 |
| 2. | Silence                | Hanano Tanaka   | Nobuyuki Shimizu                | 4:55 |
| 3. | kizuna ~Caliente Mix~  | T2ya            | T2ya                            | 6:30 |
| 4. | Binetsu ~Instrumental~ | Hiromasa Ijichi | Watabe Miki, Mizushima Yasutaka | 4:04 |

## Interprétations à la télévision
- Music Station (28 novembre 2003)
- Utaban (4 décembre 2003)
- Pop Jam (13 décembre 2003)
- Music Station Super Live 2003 (26 décembre 2003)